# US 뤼멜랑주

US 뤼멜랑주(Union Sportive Rumelange)는 룩셈부르크 뤼멜랑주를 연고로 하는 축구 클럽이다. 이 팀은 1908년에 창단되었으며 현재는 룩셈부르크 명예 디비전에 참가하고 있다.

## 선수 명단

### 현역
- 무스타파 체리악
- 윌리엄 안드라데
- 밥티스트 푸스
- 에티엔 돈발